# Боб Ґейл
Майкл Роберт Ґейл (англ. Michael Robert Gale; 25 травня 1951) — американський сценарист та продюсер. Найбільше відомий за трилогією «Назад у майбутнє».

## Біографія
Майкл Роберт Гейл народився 25 травня 1951 року в Юніверсіті-сіті, штат Міссурі, США. Його батько Марк Р. Ґейл був адвокатом, мати Максін Кіппел — арт-дилером і скрипалькою. У дитинстві Боб захопився диснеївськими роботами і копіював на папері картинки з коміксів Діснея. Придумав і створив свій власний комікс «The Green Vomit» і став одним із засновників популярного клубу фанатів коміксів у Сент-Луїсі. Пізніше він та його брат Чарльз Ґейл своїми силами створили трьохсерійну пародію на науково-фантастичний серіал «Commando Cody».
Боб поступив в інженерну школу при Університеті Тулейн, але провчився лише семестр і кинув навчання. Випадково дізнався про існування кіношколи в Каліфорнії, з цікавості вирішив написати туди і вже на початку вересня був прийнятий у кіношколу Університету Південної Каліфорнії, яку закінчив 1973 року. Під час навчання Боб познайомився з Робертом Земекісом. Пізніше вони разом працювали над такими фільмами, як «Хочу тримати тебе за руку» (1978), «1941» (1979) та «Вживані автомобілі» (1980).
1985 року Ґейл і Земекіс отримали номінацію на «Оскар» за сценарій до фільму «Назад у майбутнє». Пізніше було знято два сіквели та мультсеріал. Боб також брав участь у розробці аркадной гри Tattoo Assassins (1994), пародії на Mortal Kombat. Він створив кілька коміксів, у тому числі придумав текст для спеціального різдвяного коміксу «Ant-Man’s Big Christmas» компанії Marvel Comics і для серії коміксів «Бетмен» видавництва DC Comics. 2002 року Ґейл в ролі режисера зняв фантастичний фільм «Траса 60».

## Фільмографія
| Рік       |    | Українська назва               | Оригінальна назва                   | Роль                         |
| --------- | -- | ------------------------------ | ----------------------------------- | ---------------------------- |
| 1975      | с  |                                | Kolchak: The Night Stalker          | сценарист                    |
| 1978      | ф  | Хочу тримати тебе за руку      | I Wanna Hold Your Hand              | сценарист, продюсер          |
| 1979      | ф  | 1941                           | 1941                                | сценарист                    |
| 1980      | ф  | Вживані автомобілі             | Used Cars                           | сценарист, продюсер          |
| 1985      | ф  | Назад у майбутнє               | Back to the Future                  | сценарист, продюсер          |
| 1986      | с  | Дивовижні історії              | Amazing Stories                     | сценарист                    |
| 1989      | ф  | Назад у майбутнє 2             | Back to the Future Part II          | сценарист, продюсер          |
| 1990      | ф  | Назад у майбутнє 3             | Back to the Future Part III         | сценарист, продюсер          |
| 1991—1992 | мс | Назад у майбутнє               | Back to the Future                  | режисер, сценарист           |
| 1992      | ф  | Порушення кордонів             | Trespass                            | сценарист, продюсер          |
| 1993      | с  | Байки зі склепу                | Tales from the Crypt                | режисер, сценарист           |
| 1994      | вг | Tattoo Assassins               | Tattoo Assassins                    | режисер, сценарист           |
| 1996      | ф  | Кривавий бордель               | Bordello of Blood                   | сценарист                    |
| 2002      | ф  | Траса 60                       | Interstate 60: Episodes of the Road | режисер, сценарист, продюсер |
| 2004      | вг | Back to the Future Video Slots | Back to the Future Video Slots      | режисер, сценарист           |
| 2010      | вг | Back to the Future: The Game   | Back to the Future: The Game        | сценарист                    |